# Quarenta Mártires de Sebaste
Os Quarenta Mártires de Sebaste (em grego Ἃγιοι Τεσσεράκοντα) foram quarenta soldados pertencentes à Legio XII Fulminata e que prestavam serviço em Sebaste, no século IV, por volta do ano 320, que se tornaram mártires cristãos ao se recusar a prestar juramento de fidelidade aos deuses romanos contra a vontade do imperador Licínio.
O relato mais antigo da existência e do martírio deles aparece numa homilia de Basílio de Cesareia (370-379) justamente na festa litúrgica dos mártires. Isso comprova que a festa é mais antiga que o episcopado de Basílio, menos de 50 anos depois dos atos relatados.

## Relato do Martírio

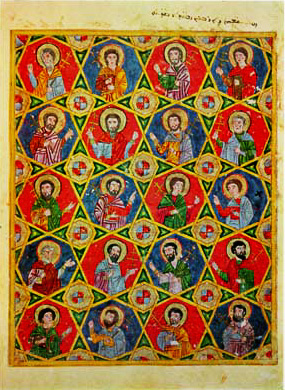
Uma iluminura de um Evangeliário siríaco, produzida por volta de 1220, próximo a Mosul e exibindo forte influência mongol e árabe.

De acordo com São Basílio Magno, quarenta mártires que abertamente confessaram a Cristo foram condenados pelo superior à exposição, nus em um lago congelado perto de Sebaste em uma noite cruelmente fria, a fim de que morressem congelados.
Entre os condenados, um apostatou e, deixando seus companheiros, buscou um banho quente próximo ao local, previamente preparado para quem renegasse o Cristianismo. Um dos guardas que vigiavam os mártires viu, neste momento, um brilho sobrenatural que encobria os condenados e proclamou a Cristo como seu Deus, despiu-se de suas vestes e juntou-se aos 39 restantes, completando, assim, o número dos quarenta mártires.
Ao amanhecer, o corpo dos confessores da fé que ainda demonstravam sinais de vida foram queimados e as cinzas atiradas ao rio. Os fiéis, contudo, recolheram esses preciosos restos e as relíquias foram distribuídas entre muitas cidades. Deste modo, a veneração aos Quarenta Mártires se disseminou e muitas igrejas foram erigidas em sua honra.

## Veneração incipiente
Uma das igrejas foi erigida em Cesareia Mázaca, e foi precisamente nesta igreja que São Basílio proclamou sua homilia. Gregório de Níssa foi um especial devoto destes santos mártires: dois discursos em seu louvor, pregados na mesma igreja, ainda estão preservados e, após a morte de seus pais, depositou seus corpos junto às relíquias dos mártires de Sebaste. Santo Efrém também fez-lhes um eulógia. Sozomeno, como testemunha ocular, deixou interessante testemunho da descoberta das relíquias em Constantinopla, no Santuário de São Tirso, erguido pelo cônsul Cesário, por meio da Imperatriz Pulquéria.

## Tema frequente na arte cristã oriental

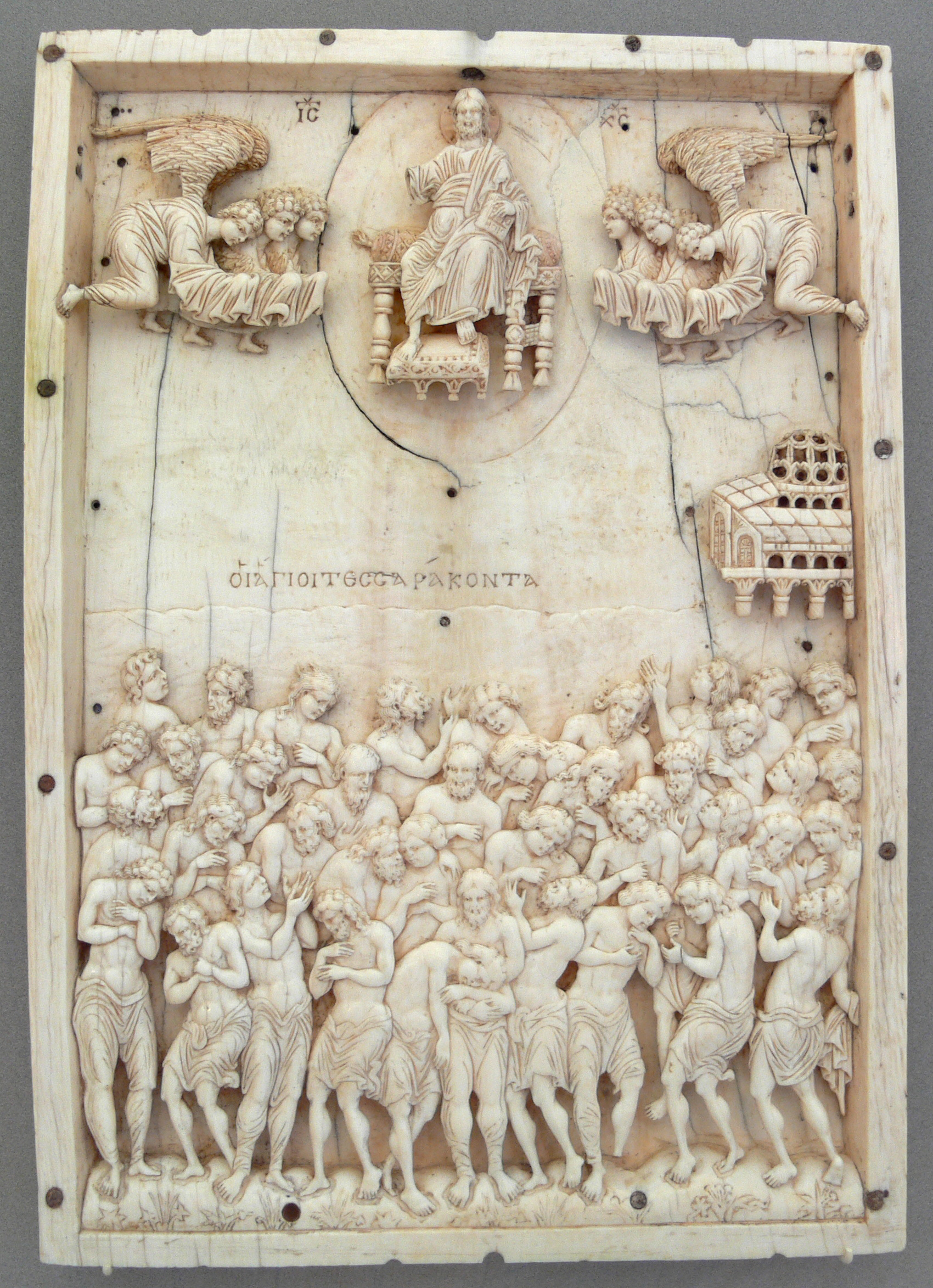
Ícone ebúrneo esculpido em Constantinopla, sec. X (Museu Bode, Berlim).

Na arte bizantina, são geralmente representados no momento em que estão para morrer congelados, "tremendo de frio, tentando se aquecer com seus próprios abraços ou esfregando as mãos e levando-as ao rosto ou pulso em dor e aflição". Isto é particularmente evidente na placa de marfim do século X do Museu Bode e no mosaico portátil feito em cera, da coleção de Dumbarton Oaks. Ainda hoje, o tema é popular entre iconógrafos orientais.

## Veneração no Oriente

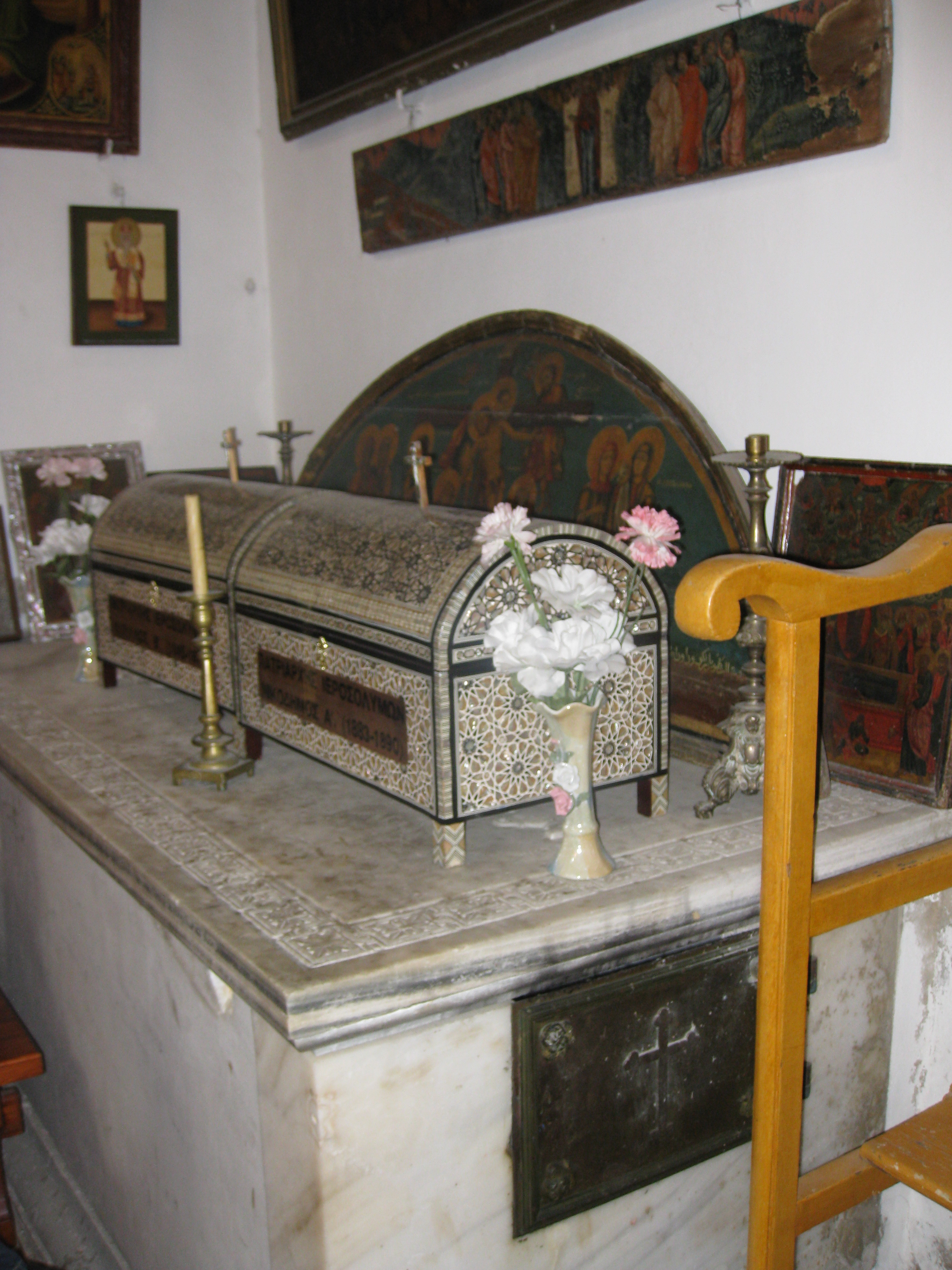
Capela dos 40 Mártires na Igreja do Santo Sepulcro, Jerusalém.

O culto aos 40 Mártires é amplamente difundido na Cristandade Oriental. As igrejas de Santa Sofia emOhrid (atual República da Macedônia) e Kiev (Ucrânia) contêm suas representações, datadas dos séculos XI e XII, respectivamente. Um grande número de capelas laterais lhes são dedicadas e, em alguns casos, até mesmo, um templo inteiro, como o Mosteiro de Queropotamo no Monte Athos e a Igreja dos 40 Santos Mártires, do séc. XIII, em Veliko Tarnovo, Bulgária.
Em Alepo (Síria), a Catedral Armênica é dedicada aos 40 Mártires de Sebaste.
Sua festa cai em 9 de março, dia intencionalmente escolhido para coincidir sempre com a Quaresma. Há uma ligação litúrgica entre o número dos mártires e a quantidade de dias de jejum na Quaresma. Caindo na Quaresma, a fidelidade e perseverança dos mártires serve de exemplo para os fiéis perseverarem até o fim, ou seja, durante os quarenta dias de jejum, a fim de conquistarem a recompensa celestial, a participação na  Páscoa do Senhor, Sua Ressurreição Corpórea.

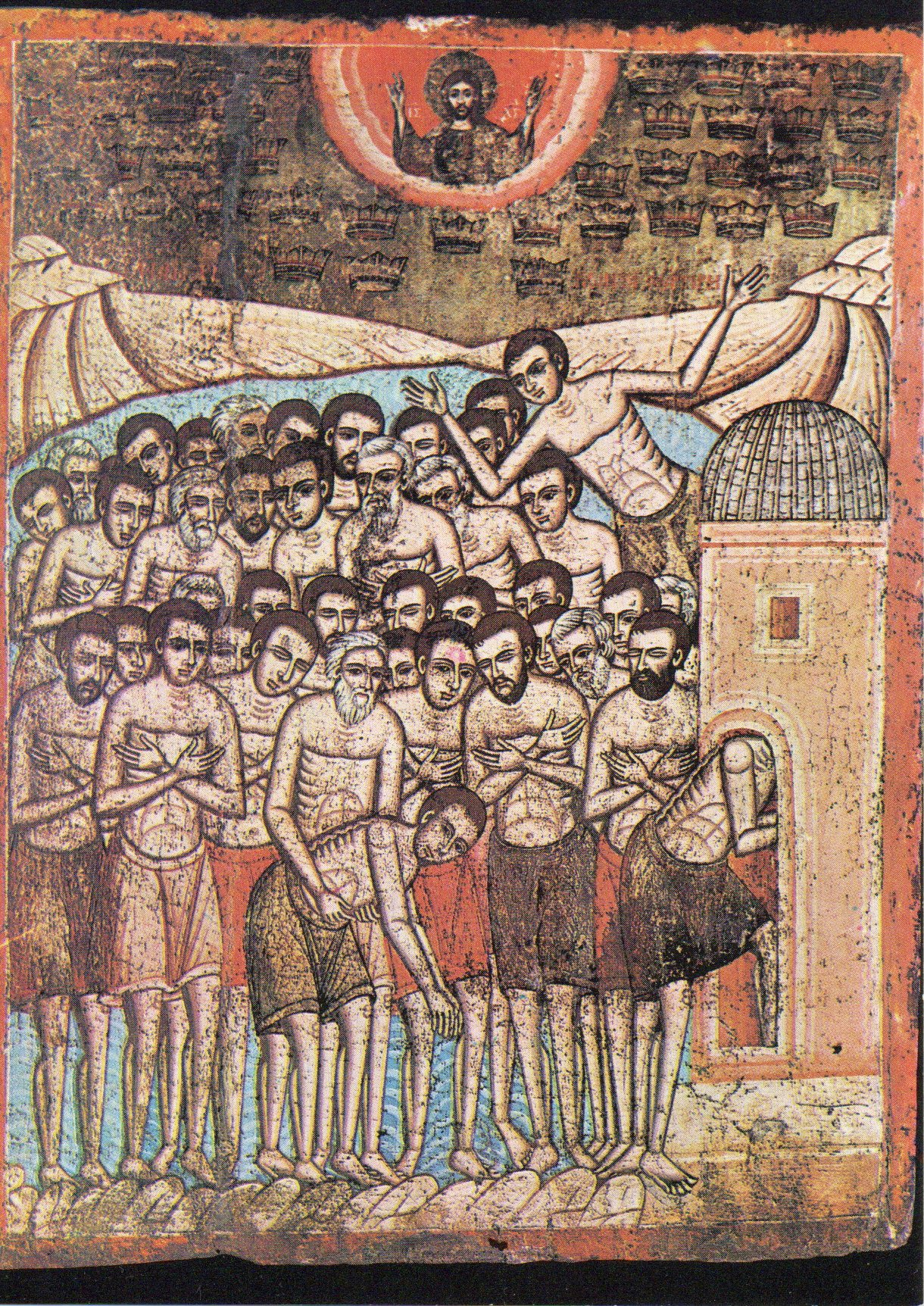
Ícone dos Quarenta Mártires datada do séc. XVIII (distrito de Veliko Turnovo, Bulgária).

Há, ainda, uma menção aos 40 Mártires nas preces do Matrimônio, no momento da "coroação", lembrando aos noivos que coroas espirituais aguardam-nos no Céu se se mantiverem fiéis a Cristo como estes santos há tanto tempo.

## Veneração no Ocidente
A devoção aos Quarenta Mártires de Sebaste foi introduzida desde muito cedo no Ocidente e sua festa é celebrada no dia 10 de março, coincidindo, também neste calendário litúrgico, com a Santa Quaresma. O bispo Gaudêncio de Bréscia (c. 410 ou 427) recebeu partículas das cinzas dos santos mártires em uma viagem para o Oriente e as colocou, com outras relíquias, no altar da basílica que ele erguera durante a consagração, quando ele fez um discurso ainda existente. A Igreja de Santa Maria, a Antiga no Fórum Romano, erguida no século V, contém uma capela consagrada aos Quarenta mártires; lá, existe um mural dos séculos VI ou VII com uma representação do martírio. Seus nomes estão inscritos neste afresco.

## Igreja
Séculos depois, a sua história ressurgiu no contexto de um triunfo político e militar. Após derrotar Teodoro Ducas Comneno, o autoproclamado Imperador de Tessalônica, na Batalha de Klokonitsa em 1230, o Czar Búlgaro Ivan Asen II comemorou a sua vitória, travada no dia da festa dos mártires, construindo uma igreja em seu nome na sua capital, Veliko Tarnovo.
Erguida às margens do Rio Yantra, a igreja dos Santos Quarenta Mártires (Tarnovo), uma basílica alongada, com três absides semicirculares e um estreito nártex no lado oeste, também é lembrada como o primeiro local de sepultamento de São Sava, fundador da Igreja Ortodoxa Sérvia.

## Os nomes dos 40 Mártires

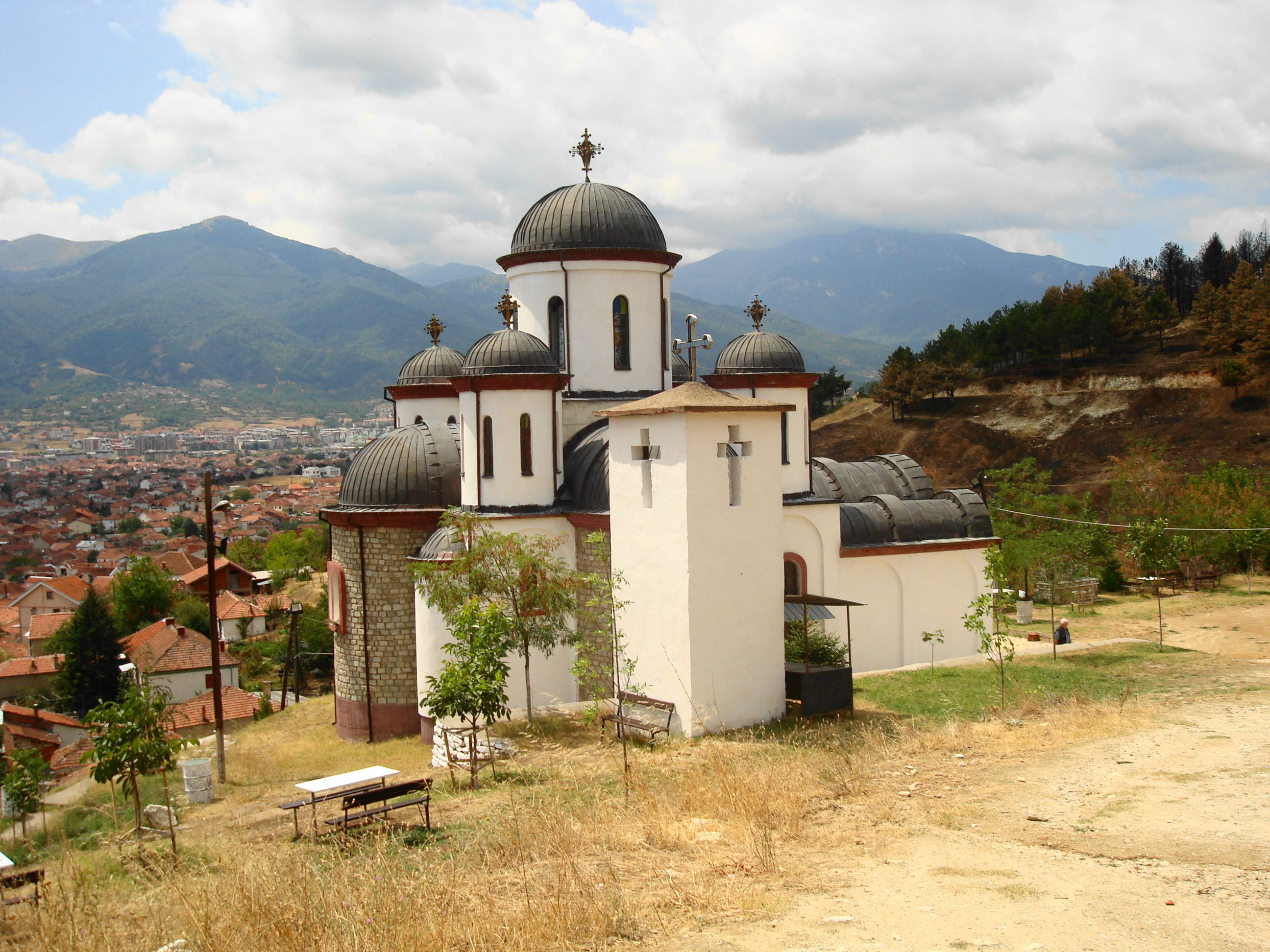
Igreja Ortodoxa dos Quarenta Mártires de Sebaste em Bitola, Macedônia.

O menáion da Igreja Ortodoxa Oriental lista seus nomes como se segue:
- Hesíquio, Melitão, Heráclio, Esmarado, Dono, Eunóico, Valente, Viviano, Cláudio, Prisco, Teodulo, Eutíquio, João, Xanteas, Heliano, Sisínio, Cirião, Angio, Écio, Flávio, Acácio, Ecdítio, Lisímaco, Alexandre, Elias, Cândido, Teófilo, Domiciano, Caio, Gorgônio, Leôncio, Atanásio, Cirilo, Sacerdão, Nicolau, Valério, Filoctimão, Severiano, Cudião e Aglaio.[8]

De acordo com Antonio Borrelli, seus nomes são:
- Écio, Eutíquio, Círio, Teófilo, Sisínio, Esmarado, Cândido, Águia, Caio, Cúdio, Heráclio, João, Filotêmão, Gorgônio, Cirilo, Severiano, Teodulo, Nicalo, Flávio, Xantio, Valério, Esíquio, Eunóico, Domiciano, Domino, Heliano, Leôncio (Teoctisto), Valente, Acácio, Alexandre, Bicrácio (Bibiano), Prisco, Sacerdote, Ecdício, Atanásio, Lisímaco, Cláudio, Ile, Melitão e Eutíco (Aglaio).[9]